# Neuro-Linguistisches Programmieren

Strategien-Notation im NLP

Das Neuro-Linguistische Programmieren (kurz NLP) ist eine Sammlung von Methoden und Kommunikationstechniken, welche psychische Abläufe im Menschen beeinflussen sollen. Es greift unter anderem Konzepte aus der klientenzentrierten Therapie, der Gestalttherapie, der Hypnotherapie und den Kognitionswissenschaften sowie des Konstruktivismus auf.
Die Bezeichnung selbst soll ausdrücken, dass Vorgänge im Gehirn („Neuro-“) mit Hilfe der Sprache („linguistisch“) auf Basis systematischer Handlungsanweisungen („Programmieren“) änderbar sind. Es besteht keine Verbindung zur wissenschaftlichen Disziplin der Neurolinguistik.
NLP wurde von Richard Bandler und John Grinder in den 1970er Jahren innerhalb des Human Potential Movements entwickelt. Sie definierten NLP als „das Studium über die Struktur subjektiver Erfahrung“. Ursprüngliches Ziel der NLP-Entwickler war es, die Wirkfaktoren erfolgreicher Therapie herauszufinden und an andere weitervermitteln zu können. Sie vermuteten, dass es sich bei den Wirkfaktoren vor allem um die kommunikativen Fähigkeiten und Verhaltensweisen der Therapeuten selbst handelt und nicht primär um die gewählte fachliche Ausrichtung.
NLP wird ganz überwiegend außerhalb der akademischen Wissenschaft betrieben.
NLP konnte seine Wirksamkeit wissenschaftlich bisher nicht nachweisen. Es wird vielfach als unwissenschaftlich abgelehnt und von Kritikern als Parawissenschaft eingestuft.

## Geschichte
Das Neuro-Linguistische Programmieren wurde von dem damaligen Mathematikstudenten und späteren Psychologen Richard Bandler und dem Linguisten John Grinder Anfang der 1970er Jahre an der University of California in Santa Cruz entwickelt. Sie definierten NLP als das Studium der Struktur subjektiver Erfahrung und der Folgerungen daraus. Grinder war zeitweise Assistent bei Gregory Bateson, dem ebenfalls ein Einfluss auf das NLP nachgesagt wird. Bateson war zunächst begeistert von Bandlers und Grinders erster Publikation, in der sie ein Modell sprachlicher Interventionen präsentierten, das sie aus dem Studium von Virginia Satir und Fritz Perls gewonnen hatten. Bateson schrieb das Vorwort zu diesem Buch und schlug Bandler und Grinder vor, Milton Erickson zu studieren und ein Modell von dessen therapeutischen Strategien zu entwickeln. Später distanzierte sich Bateson jedoch von Bandler und Grinder.
In den ersten Jahren interessierten sich Bandler und Grinder insbesondere für die Methoden der oben genannten Therapeuten unterschiedlicher Ausrichtung. Bandler und Grinder analysierten die Sprache und die Körpersprache dieser drei Therapeuten und versuchten, aus deren Vorgehen bestimmte Interventionstechniken herauszufiltern, die zum Grundstock der ersten NLP-Schule wurden. Ein eindeutig festgeschriebenes theoretisches Gerüst fehlt dem NLP jedoch. Erste Berichte wurden in zwei Büchern Mitte der 1970er Jahre bekannt. Bandler und Grinder kamen zunächst zur Entwicklung des Preferred Representational Systems (PRS), das davon ausgeht, dass Menschen die Umwelt individuell unterschiedlich wahrnehmen. Im Jahre 1976 folgte aus der Analyse der Sprachstrukturen von Perls und Satir das Meta-Modell des NLP. Das Meta-Modell versteht sich als Sprachmodell, mit dem im NLP-Sinne Informationen über den Kommunikationspartner gesammelt und ausgewertet werden. Dabei wurden Tiefenstruktur und weitere Begriffe aus der Syntaxtheorie Noam Chomskys genommen. 1979 folgte aus der Beobachtung des Hypnotherapeuten Erickson ein weiterer Beitrag zum Modell. Später kamen Untersuchungen an Künstlern, Managern, Verkäufern, Pädagogen u. a. hinzu und erweiterten das NLP-Methodenbündel.
NLP vereinte zunächst verschiedene psychotherapeutische Ansätze, u. a. aus der Hypnotherapie, Familientherapie und Gestalttherapie sowie anderer Bereiche der Kommunikation (z. B. Coaching, Managementtechniken). Dagegen verstehen viele spätere Vertreter NLP nur noch als ein Modell der zwischenmenschlichen Kommunikation und Sammlung unterschiedlicher psychologischer Verfahren und Modelle, die zu einer effizienteren zwischenmenschlichen Kommunikation und Einflussnahme führen sollen. Der Großteil der Untersuchungen fand in den frühen 80er Jahren statt.
Die meisten NLP-Anwender und -Verbände betrachten dagegen NLP weder als Wissenschaft noch als eine Form der Psychotherapie. Es gehört heute neben der Transaktionsanalyse, dem Psychodrama, der themenzentrierten Interaktion und einigen anderen Verfahren zu den am weitesten verbreiteten Methoden der Kommunikations- und Verhaltenstrainings auf dem Weiterbildungsmarkt.
Die Werkzeuge des NLP werden vor allem außerhalb des akademischen Lehrbetriebes weiterentwickelt und laufend ergänzt.
Anfang der 1980er Jahre wurde NLP etwa zeitgleich von Thies Stahl und Gundl Kutschera nach Deutschland, bzw. Österreich importiert und damit auch in Europa populär. In der Folge entstanden konkurrierende Ausbildungsinstitute mit verschiedenen Abschlüssen. Später wurden die Ausbildungsinhalte und die Ausbildungsdauer über nationale Verbände festgeschrieben (s. u.).

### Paradigmen

#### Grundannahmen
Ein zentrales Element des NLP sind die sogenannten Vorannahmen, welche von Bandler und Grinder genannt wurden. Die zehn wichtigsten „Vorannahmen“ sind:

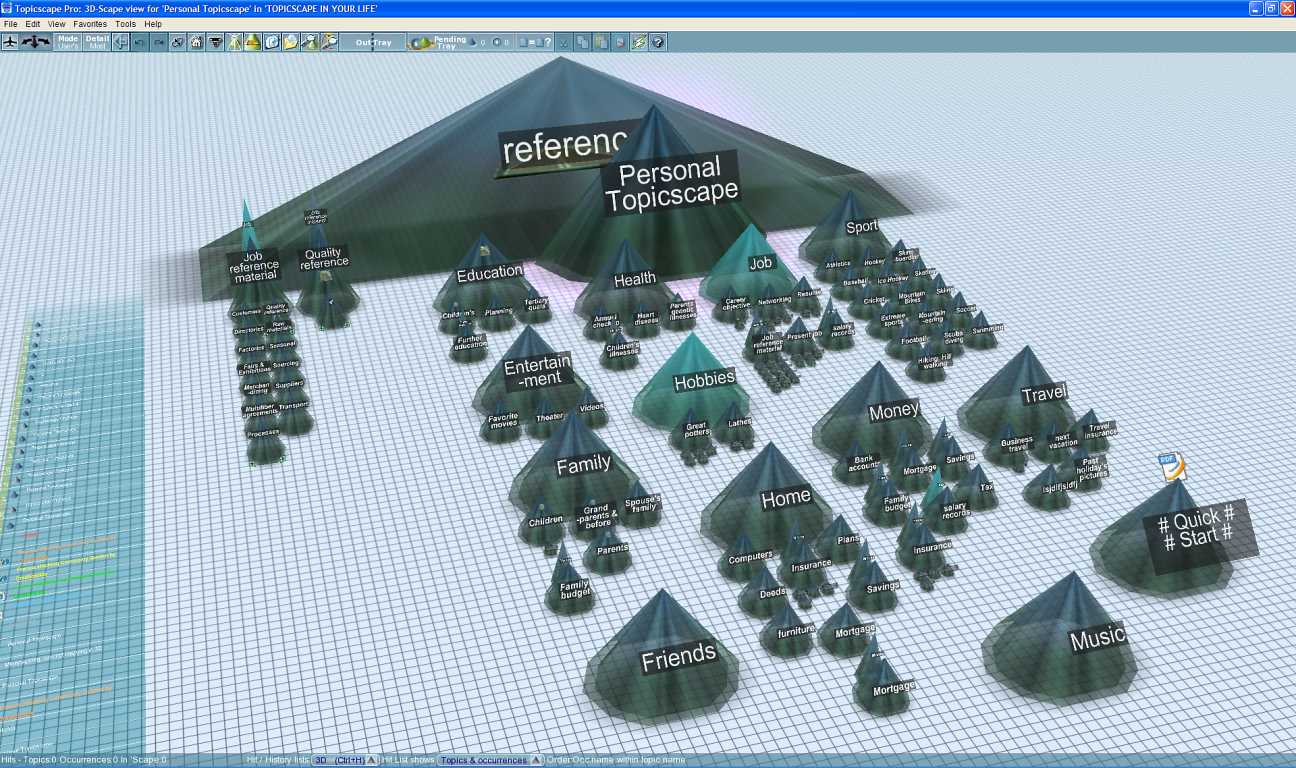
Die sogenannte Innere Landkarte

1. Die Landkarte ist nicht das Gebiet (wörtlich Territorium; diese Aussage bezieht sich auf ein Zitat von Alfred Korzybski)[17]
2. Menschen treffen innerhalb ihres Modells von der Welt grundsätzlich die beste ihnen mögliche Wahl.
3. Jedes Verhalten ist durch eine positive Absicht motiviert.[18]
4. Der positive Wert eines Individuums bleibt konstant, aber die Angemessenheit des Verhaltens kann bezweifelt werden.
5. Es gibt in der Kommunikation keine Fehler oder Defizite. Alles ist Feedback.[19]
6. Die Bedeutung der Kommunikation liegt in der Reaktion, die man erhält.[20]
7. Wenn etwas nicht funktioniert, tue etwas anderes.[21]
8. In einem ansonsten gleich bleibenden System kontrolliert das Element mit den größtmöglichen Verhaltensmöglichkeiten das System.[22]
9. Widerstand beim Klienten bedeutet mangelnde Flexibilität auf Seiten des Beraters.[23]
10. Der Sinn jeder Kommunikation ist nicht die Absicht, sondern die Reaktion, die sie beim Gegenüber auslöst.[24]

#### Kommunikationskanäle

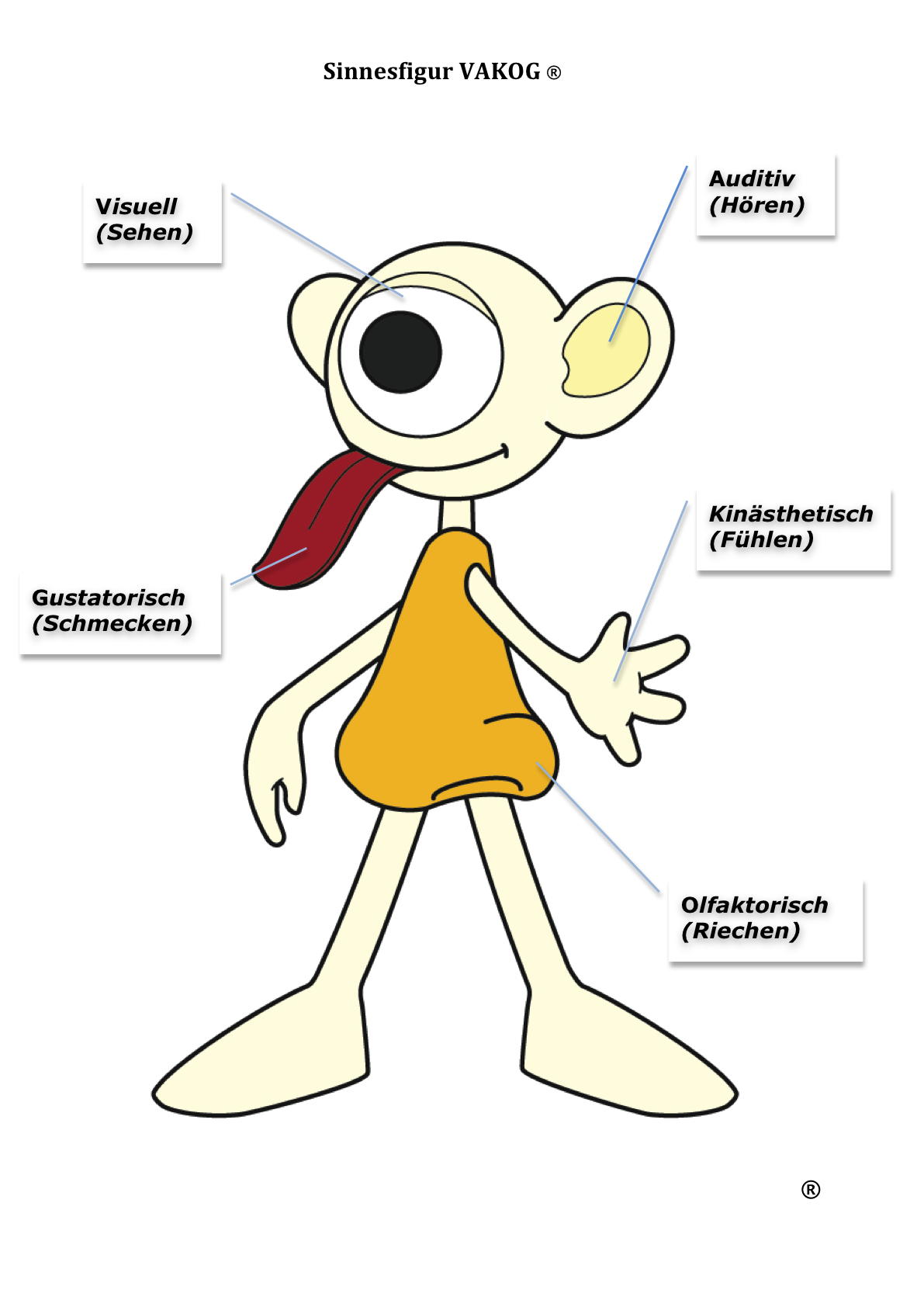
Sinnesfigur VAKOG mit (erloschenem) Markenschutz

Als „Paradigma“ der NLP wird erklärt, dass der Mensch seine Umwelt mit fünf Sinnen wahrnimmt:
1. Visuell (mit dem Sehsinn, d. h. mit den Augen)
2. Auditiv (mit dem Hörsinn, d. h. mit den Ohren)
3. Kinästhetisch (spüren, d. h. mit allen Teilen seines Körpers, siehe Tiefensensibilität / Haptische Wahrnehmung)
4. Olfaktorisch (mit dem Geruchssinn, d. h. mit der Nase)
5. Gustatorisch (mit dem Geschmackssinn, d. h. mit der Zungen- und Rachenschleimhaut)

Diese allgemein gängige Auflistung der fünf Sinne kann mit VAKOG („visuell, auditiv, kinästhetisch, olfaktorisch und gustatorisch“) zu einer markenfähigen Abkürzung zusammengefasst werden. Die nebenstehende Abbildung stand unter einem solchen Markenschutz, weshalb sie von ihrem Autor, der sie in die Wikipedia einfügte, mit dem Symbol für eingetragene Warenzeichen ® versehen wurde. Der Markenschutz ist inzwischen erloschen, die Website des Autors gibt es nicht mehr und auch die angekündigte Buchserie zum Thema NLP blieb bei nur einem Band.
Das NLP geht davon aus, dass ein oder zwei Sinneskanäle bevorzugt verwendet werden. Hierbei handelt es sich häufig um visuelle und auditive oder visuelle und kinästhetische Repräsentationen. Die Theorie der Lerntypen basiert auf dieser Einteilung. In kontrollierten Untersuchungen lassen sich jedoch keine bevorzugten Repräsentationssysteme feststellen.

#### Methoden
In vielen NLP-Methoden wird versucht, zunächst zum Gegenüber „einen Draht“, den Rapport herzustellen. Als Mittel dazu wird das Spiegeln (Pacing) verwendet, das dann ein Führen (Leading) ermöglichen soll.
- Pacing (Anpassen, Mitgehen, „Spiegeln“) spiegelt den Kommunikationspartner und basiert auf der Annahme, dass sich Menschen, die sich gut verstehen, einander angleichen (unter anderem in Tonfall, Lautstärke, Sprechtempo, Körperhaltung, Distanz, Direktheit des Auftretens). Allerdings konnte nicht bestätigt werden, dass es vorteilhaft ist, wenn ein Berater dasselbe System nutzt wie der Klient. Zudem hat sich gezeigt, dass das bewusste Nachahmen der Körpersprache und Sprechweise zu negativen Reaktionen führen kann.[28]
- Leading (Führen) nutzt körpersprachliche oder tonale Signale, um im Gespräch die Führung zu übernehmen. Dies muss nicht im selben Augenblick wie beim Gegenüber geschehen, sondern kann auch zeitversetzt ablaufen und sollte sich im Gespräch mit Pacing abwechseln. Leading kann eine manipulative Zielsetzung haben (beispielsweise im Verkaufstraining), oder aber das Ziel verfolgen, in einem beratenden oder therapeutischen Setting den Klienten zu einem anderen Umgang mit seiner Problematik zu führen.
- Ankern: Der Lerntyp bestimmt, wie viele Informationen auf welchen Kommunikationskanälen ankommen. Klänge, Wörter, Bilder, Gerüche, Geschmacksempfindungen oder Gesten sind bei Menschen durch die Erfahrung miteinander verknüpft. So kann der Klang einer bestimmten Türklingel beispielsweise mit Erinnerungen an ein damit verbundenes Ereignis verknüpft sein, welches schon lange zurückliegt. Verknüpfungen zwischen den auftauchenden Gedanken oder Gefühlen und willentlich beeinflussbaren Vorgängen werden mit der Technik des „Ankerns“ hergestellt. Damit knüpft der NLP-Anwender bewusst neue emotionale Konnotationen oder nutzt bereits vorhandene. Werden z. B. bei Glücksgefühlen bewusst bestimmte Bewegungen oder Gesten eingeübt, so lassen sich diese Gefühle später mit diesen Bewegungen oder Gesten wieder aktivieren.
- Nested Loops: Bei zu Deutsch "geschachtelte Schleifen" werden mehrere Geschichten ineinander verschachtelt erzählt, ähnlich zur Klammerstruktur eines mathematischen Terms:  (Geschichte A beginnt ... (Geschichte B beginnt... (Geschichte C beginnt ... (Kerngeschichte beginnt, enthält die Kernaussage und wird beendet) ... C endet) B endet) A endet). Die Kerngeschichte und damit die Kernbotschaft wird nicht unmittelbar erzählt, sondern durch mehrere Schichten an Nebenerzählungen eingekleidet. Mit jeder Geschichte entstehen neue Bilder und Emotionen. Nach der Kernaussage werden die Geschichten in umgekehrter Reihenfolge nacheinander geschlossen. Der Nachteil von Nested Loops gegenüber einer regulären Erzählweise ist eine längere Erzähldauer und dass es der Erzähler ein großes Maß an Übung und Konzentration aufbringen muss, um sich selber nicht in den Geschichtssträngen zu verzetteln.

### Theoretischer Kontext
NLP nimmt für sich in Anspruch, umfassend anwendbare Werkzeuge für die unterschiedlichsten Probleme zur Verfügung zu stellen.
Das konkrete Vorgehen ist allerdings nicht standardisiert, da NLP keine eigene Theorie zur Verfügung stellt. Abhängig von den jeweiligen äußeren Umständen (Setting), in denen NLP verwendet wird, werden Kommunikationsstrategien, Suggestionstechniken, Motivationstechniken oder die so genannten NLP-Formate angewendet oder gelehrt.
Als Grundannahme dient die Auffassung, dass es ein sogenanntes „subjektives Wahrheitsempfinden“ gibt. Auf Basis des Körpergefühls, der bildlichen Gedanken und des inneren sprachlichen Ausdrucks eines Menschen entstehen gedankliche Abbilder, wobei die Kognitive Karte als „innere Landkarte“ bezeichnet wird. Nach Auffassung des NLP ist das „subjektive Wahrheitsempfinden“ ein Ausdruck dieser inneren Modelle und hilft einem Menschen, sich sozial zu orientieren.
Ausgangspunkt für eine NLP-Anwendung ist die innere Landkarte eines Klienten. Der Klient wird vom NLP-Berater für die eigene Problemwahrnehmung (in dieser Landkarte) sensibilisiert. Mit Hilfe der NLP-Formate soll diese Problemwahrnehmung beim Klienten verändert werden und neue Verhaltens-Strategien entwickelt werden. Die spezifischen NLP-Kommunikationsmittel, insbesondere Pacing und Leading, setzt der NLP-Berater ein, um den Klienten durch die Schritte der NLP-Formate zu leiten.
In der Regel wird der Klient angeleitet, sich die Inhalte seiner inneren Bilder bewusst zu machen. Diese Bilder werden u. a. nach der Art der Sinneswahrnehmung (Sehen, Hören, Riechen, Schmecken und Fühlen) differenziert. Der Klient soll befähigt werden, den emotionalen Gehalt seiner inneren Bilder durch die Veränderung der Submodalitäten gezielt zu verändern. Dabei soll der Klient zu einer selbstbestimmten Lösung kommen. Der Berater versucht durch die Anwendung geeigneter NLP-Formate dafür den richtigen Rahmen zu liefern.
NLP als Methodensammlung nimmt für sich in Anspruch, auf bestimmten wissenschaftlichen Theorien und Annahmen zu basieren. U. a.:
- Die auf William James zurückgehende Theorie der sinnesspezifischen Repräsentationssysteme als Grundbausteine der Informationsverarbeitung und des subjektiven Erlebens.
- Die Klassische Konditionierung (Pawlow), im NLP Ankern genannt.
- Das Modell einer grundsätzlichen Zielorientierung menschlichen Handelns (TOTE, Strategien) (Miller, Galanter, Karl Pribram).
- Ein Modell der Sprache (Metamodell), worin Bandler und Grinder Einflüsse von Alfred Korzybski („Die Landkarte ist nicht das Gebiet“) und Chomskys Transformationsgrammatik aufgriffen und abwandelten.
- Die sozial-kognitive Lerntheorie von Albert Bandura mit dem von Bandler und Grinder verwandten Modelling-Ansatz (in der Psychologie Expertise-Forschung).
- Die aus der therapeutischen Arbeit von Fritz Perls, Virginia Satir und Milton H. Erickson resultierende Grundannahme der Existenz funktionalautonomer Persönlichkeitsanteile mit bewussten und unbewussten Prozesskomponenten.
- Der Konstruktivismus als grundlegendes Weltbild im NLP, dass Wissen, Erkenntnisse, Zusammenhänge und Ideen vom Menschen konstruiert sind.

NLP integriert diese Methoden in ein eigenes Aussagen-Gebäude, ohne jedoch insgesamt den Anforderungen einer geschlossenen wissenschaftlichen Theorie zu genügen. Diese Entwicklung in der Geschichte von NLP vollzog sich abseits der Wissenschaft.
Aufgrund der multimodalen Struktur (Methodensammlung aus ca. 30 NLP-Formaten) ist eine generalisierende wissenschaftliche Anerkennung des NLP als Kommunikationshilfe kaum möglich, obwohl einzelne Methoden aus anerkannten wissenschaftlichen Schulen entlehnt sind. Es gibt NLP-Anwender, die NLP als eine Art „Werkzeugkoffer“ betrachten, der die therapeutischen Möglichkeiten eines psychologischen Beraters erweitert. Eine wissenschaftliche Analyse von 315 Studien aus 35 Jahren empirischer NLP-Forschung belegt jedoch, dass die Wirksamkeit einiger dieser „Werkzeuge“ als widerlegt gilt.
Eine andere Herangehensweise will die Neuro-Linguistische Psychotherapie (NLPt) ermöglichen; ein jüngerer Zweig des NLP, der seit Anfang 2007 in Österreich als Psychotherapiemethode anerkannt ist. Mit der NLPt sollen die methodischen Mängel der allgemeinen NLP als Kommunikationspraxis überwunden und eine den Ansprüchen der therapeutischen Aufgabenstellung entsprechende Ausbildung mit wissenschaftlich anerkannten Standards innerhalb der Erweiterung konventioneller Verhaltenstherapie geprägt werden. Dies ist jedoch bisher nicht erfolgt. In Deutschland wird deshalb NLPt als Therapiemethode nicht anerkannt.

## NLP-Formate
NLP verwendet so genannte „NLP-Formate“. Als „Format“ wird eine bestimmte Handlungsabfolge einer Sitzung oder eines Gespräches bezeichnet. Die einzelnen Interventionen eines Trainers sind innerhalb dieser Formate klar bestimmt. Einzelne Formate werden in Gruppen mit Hauptformaten zusammengefasst.
Allen Formaten ist gemeinsam, dass sie sich an der Stärkung von inneren Ressourcen orientieren, den Schwerpunkt in die Aufarbeitung der Vergangenheit des Klienten setzen, mit besonderem Augenmerk auf Veränderungsarbeit in den kritischen Bereichen (Interventionen, z. B. HistoryChange, Neuprägung). Ressourcenstärkung dient zur Überwindung von Problemen, Schwellenängsten, Blockaden oder Störungen. Ergänzend hierzu wird großer Wert auf eine humanistische Haltung des Beraters in der Arbeit mit Klienten gelegt. Die eigentliche Arbeit in der Beratung läuft entlang klar vorgegebener Handlungs- und Gesprächsformeln ab.
Der Klient kann mit Hilfe von NLP-Formaten auch in eine leichte Trance (ohne bewusstseinserweiternde Elemente) geführt werden und in dieser Entspannung innere Bilder oder Gefühle betrachten. Das hängt vom Ziel der Intervention und von den vorhandenen Ressourcen der Beteiligten (Berater und Klient) ab. Die wichtigsten Bestandteile im laufenden Prozess sind die Autosuggestion, das Dissoziieren, das Ankern und das Reframing.
Viele NLP-Formate entstammen klassischen Therapieformen oder sind in jahrelanger Arbeit durch sog. Modellierung (auch Benchmark oder Kopieren genannt) entstanden. So gibt es Modelle zur positiven Umdeutung von Wahrnehmungen, zur Zielfindung, zum Ankern, zur Veränderung von Submodalitäten (gedanklicher Muster zur Erinnerung von wichtigen Vorgängen) und Arbeit mit gegebenen bzw. projizierten Abläufen in der Gedankenwelt oder dem realen Erleben des Klienten sowie verschiedene Strategiemodelle, mit denen Benchmarking oder Ideenfindung erlernt werden.
Andere Formate des NLP nutzen das Reframing oder die Konklusion paradoxer Sichtweisen, um den Klienten aus unangenehmen Sichtweisen heraus zu entwickeln. Grundlage des NLP ist die Annahme, dass hinter jedem Ergebnis eine (oft unbewusste) Strategie steht, so dass auch einem „Misserfolg“ eine Planung zugrunde liegt. Diese so genannten „Meta-Programme“, von denen angenommen wird, dass sie die zum Teil unbewussten Entscheidungsprozesse begleiten, sollen mit Hilfe zumeist verhaltenstherapeutischer Interventionen gezielt verändert werden. Das Bewusstsein des Klienten soll dazu angeregt werden, auf der Basis von zuvor visualisierten oder beschriebenen Zielen auch neue Strategien zu entwickeln. Da diese sich nach R. Bandler im Denken, also im Gehirn abspielen, geht es nun darum, Menschen beizubringen, wie sie mit ihren vorhandenen Ressourcen neue, hilfreiche Verhaltensweisen entwickeln können.
Der Begriff „Programmieren“ versteht sich innerhalb des NLP nicht als manipulativ, da sämtliche Interventionen unter Abfrage der ethischen und moralischen Werte des Klienten abgestimmt werden. Dies geschieht, gerade weil sich NLP-Trainer durchaus der Tatsache bewusst sind, dass sich das Instrumentarium für manipulative Veränderungen beim Klienten eignen könnte, die diesem nicht bewusst sind. Solche unbewussten Manipulationen, die etwa Ziel von Verkaufsgesprächen oder Verhandlungen sein könnten (siehe auch Verkaufspsychologie), versucht NLP durch ethische Standards zu vermeiden. Die Absicht besteht vielmehr darin, Klienten zu helfen, sich gegenüber Programmen, die normalerweise unbewusst ablaufen, zu emanzipieren und damit ihre Lebensqualität zu steigern.

## Weitere Verfahren
NLP befasst sich im weitesten Sinn mit menschlicher Kommunikation und kann als eine auf stetige Weiterentwicklung angelegte Methodensammlung angesehen werden.

### „Reframing“
Unter Reframing wird im NLP die Darstellung eines Sachverhalts vor dem Hintergrund eines neuen oder veränderten Rahmens verstanden. Reframing ist jedoch keine Erfindung des NLP. Es wird vielmehr von vielen Therapeuten unterschiedlicher Richtungen verwendet, so zum Beispiel Paul Watzlawick. Namhafte Vertreter des NLP haben jedoch den Wert des Reframings hoch eingeschätzt und Methoden entwickelt, mit denen der Therapeut zu hilfreichen Reframings findet. Hier ist insbesondere auch das Format Six-Step Reframing zu nennen. Häufig verändert sich die Bedeutung oder die Bewertung, die Menschen einem Sachverhalt geben, wenn sie diesen vor einem neuen Hintergrund wahrnehmen. Wenn ein Ereignis oder ein Erlebnis als negativ oder belastend empfunden wird, kann ein Rahmen hilfreich sein, vor dessen Hintergrund sich zusätzliche, positive Aspekte ableiten lassen. So kann ein gebrochenes Bein ausschließlich als Einschränkung gesehen werden. Die nicht zu verändernde, gewonnene Immobilität kann jedoch auch genutzt werden, um negativen Verpflichtungen zu entgehen.
Bei einer Angstsituation kann Reframing eingesetzt werden, um die Aufmerksamkeit von der angstbeladenen Vorstellung abzuwenden und die positiven Aspekte der Angstsituation zu betonen. Manche Menschen befürchten beispielsweise, wenn sie lachende Menschen hören, dass diese sie vielleicht auslachen. Ein hilfreiches Reframing könnte sein, gemeinsam zu entdecken: „Menschen lachen manchmal auch dann, wenn sie einfach gut gelaunt sind.“ Der als unangenehm empfundene Sachverhalt ist hier „lachende Menschen“. Der Rahmen ist „Lachen vor dem Hintergrund (m)einer Person“ oder „Lachen vor dem Hintergrund einer allgemeinen guten Laune“.
Im NLP wird Sachverhalten ein „anderer Rahmen“ gegeben, wenn eine neue Sichtweise oder eine emotionale Neubewertung angestrebt wird.

### „Swish“
„Swish“ ist ein Kunstwort und bedeutet so viel wie „zischen“. Die Methode ist erstmals beschrieben in Richard Bandler, Veränderungen des subjektiven Erlebens. Ausgangspunkt ist eine Situation bzw. die innere Vorstellung dieser Situation, die mit unangenehmen Gefühlen verbunden ist, z. B. das Einsteigen in einen vollen Bus. Der Klient wird angeleitet, sich sein inneres Bild dieser Situation bewusst zu machen. Die dabei entstehenden Gefühle soll er bewusst erleben. Danach soll sich der Klient ein inneres Bild einer positiven Situation machen. Auch die hierbei auftretenden positiven Gefühle sollen bewusst erlebt und beschrieben werden. Der eigentliche „Swish“ funktioniere dann wie folgt: Der Klient stellt sich die innere Repräsentation des vollen Busses erneut vor. Dann wird er gebeten sich vorzustellen, dass das positive Bild bereits als kleiner Punkt in dem Bild vom Bus enthalten ist. Zum Beispiel in der Mitte oder in einer der Ecken des Bildes. Im nächsten Schritt wird er dann gebeten sich vorzustellen, wie dieser Punkt in einem kurzen Augenblick explosionsartig wächst (Swish) und das ursprüngliche Bild überdeckt. Dieser Schritt wird einige Male wiederholt. Danach wird gemeinsam mit dem Klienten besprochen, wie sich seine Gefühle in Bezug auf das Einsteigen in einen vollen Bus verändert haben.
Das Format des „Swish“ beruht auf dem Submodalitätenmodell des NLPs. Dieses geht davon aus, dass mit inneren Bildern häufig Emotionen in der Art verknüpft sind, dass die Veränderung dieser Bilder eine Veränderung der Emotionen mit sich bringe. Bandler glaubte herausgefunden zu haben, dass das schnelle Überlagern und Überdecken zweier innerer Bilder durch Wiederholung gelernt, d. h. als feste Abfolge gespeichert wird. Danach sei es schwer möglich, das erste Bild zu erinnern, ohne direkt in das zweite (positivere) überzugehen.

### Augenbewegungen

NLP verbindet Augenbewegungen mit inneren Vorgängen

NLP vertritt die These, dass Augenbewegungen Rückschlüsse über den kognitiven Stil eines Menschen zulassen. Nach NLP sind besondere Operationen des Denkens, wie beispielsweise das Erinnern visueller Informationen, mit spezifischen Augenbewegungen verknüpft. Diese Augenbewegungen sind – gemäß NLP – nicht steuerbare (=autonome) Augenbewegungen, ähnlich wie beim REM-Schlaf. NLP geht dabei von 6 unterschiedlichen Bewegungen aus (siehe Abbildung).
Wissenschaftliche Studien haben die Gültigkeit dieser Thesen widerlegt.

## Ausbildung
Private Ausbildungen zu NLP sind national und international unterschiedlich geregelt. Es haben sich jedoch nationale und internationale Vereinigungen und Verbände von zumeist privatem Charakter etabliert, die eigene Ausbildungsrichtlinien erlassen haben. Dabei werden die Mindestdauer, die Mindestinhalte, die Testingkriterien sowie die Qualifikation der Trainer beschrieben. Die Verbandsmitglieder sind verpflichtet, sich an diese Curricula zu halten und dürfen nur dann die markenrechtlich geschützten Siegel verwenden.
Üblich ist unter diesen Vereinigungen die gegenseitige Anerkennung der Ausbildungen. Keine der angebotenen Ausbildungsgänge führen in Deutschland, Österreich oder in der Schweiz zu einem berufsqualifizierenden Abschluss nach den jeweiligen nationalen Regelungen zur Berufsausbildung. Nur in Österreich ist NLP eine staatlich anerkannte Methodik innerhalb der Berufsausbildung zum Lebens- und Sozialberater und die an NLP angelehnte Neurolinguistische Psychotherapie in Österreich offiziell als Methode der Psychotherapie anerkannt. Die Anerkennung am letzten Amtstag der zuständigen österreichischen Bundesministerin für Gesundheit im Jänner 2007 stieß auf heftige Kritik.
Einige Stufen der privaten Ausbildung sind in den verschiedenen Verbänden gleich benannt:
- NLP-Practitioner
- NLP-Master, auch NLP-Master-Practitioner genannt
- NLP-Coach, DVNLP
- NLP-Trainer

Manche Verbände unterscheiden zwischen Trainer (abgeschlossene Trainerausbildung) und Lehrtrainer (Zulassung, um NLP-Ausbildungen durchzuführen) oder zwischen Trainer (abgeschlossene Trainerausbildung) und Master Trainer (besonders erfahrener, kompetenter Trainer).
Im März 2005 wurde von der INLPTA eine Practitioner-Ausbildung mit Curriculum mittels Integriertem Lernen (E-Learning daheim am PC kombiniert mit Präsenztraining) verabschiedet.
In Deutschland sind die NLP-Anwender im (nicht-gemeinnützigen) DVNLP organisiert, in der Schweiz im SWISS-NLP (Schweizerischer Verband für Neuro-Linguistisches Programmieren), in Österreich im ÖDV-NLP (Österreichischer Dachverband für Neuro-Linguistisches Programmieren). Darüber hinaus existieren im deutschsprachigen Raum regionale NLP-Vereine sowie freie Zusammenschlüsse von NLP-Trainern und NLP-Instituten, die ebenso wie bei den Mitgliedern der Verbände ein gemeinsames Anliegen verbindet.
Auf europäischer Ebene gibt es die EANLPt mit psychotherapeutischen Ausbildungen oder die MCTA mit Schwerpunkt auf Training und Coaching. Die Verbände sollen u. a. der Qualitätssicherung von NLP-Ausbildungen dienen.

## Kritik
Kritiker bezeichnen NLP als Pseudowissenschaft oder als eine New-Age-Form der Psychotherapie. Das aggressive Marketing von NLP verdränge zudem die wissenschaftlich fundierten Heilungsmethoden und führe dazu, dass Menschen Zuflucht zu Methoden nehmen, deren Wirksamkeit nicht bewiesen ist und die teilweise sogar mehr Schaden anrichten als helfen.
- Es gibt gegenwärtig für keine der vorgelegten NLP-Annahmen Effektivitätsnachweise.[46]
- Kritiker des NLP bemängeln, dass zahlreiche Anbieter NLP mit esoterischen Lehren kombinieren, was zu einer Vermischung führe.[47] Für Ratsuchende sei es kaum möglich, zwischen NLP-Techniken und anderen pseudowissenschaftlichen Lehren (Esoterik und/oder Ideologie-Elemente) zu unterscheiden; deren Grenzen seien fließend.[48] Der Psychologe und Wissenschaftsjournalist Colin Goldner kritisiert in diesem Zusammenhang das hybride Selbstverständnis der NLP-Szene, ständig sei von „Brillanz“ und „Genialität“ die Rede.[49]
- Fortschritte und Erkenntnisse der modernen psychologischen Grundlagenforschung und insbesondere der Neuropsychologie blieben bei NLP unberücksichtigt.[50]
- NLP spiele im akademischen Lehrbetrieb keine Rolle. Es werde lediglich als Beispiel für eine Pseudowissenschaft herangezogen.[51][52][53]
- Selbst die wenigen Studien zur Wirksamkeit von NLP bzw. Teilbereichen der NLP, die von Anhängern der NLP angeführt werden, haben überwiegend negative Ergebnisse.[54][5][6] Bei den wenigen Studien mit positivem Ausgang wird bemängelt, dass die meisten dieser Studien den Minimalanforderungen an einen Wirksamkeitsnachweis nicht genügen.[15][55]
- Kriterien, wie sie üblicherweise an Evaluationsstudien gestellt werden (Kontrolliertheit, Randomisierung, Manualisierung, ansatzweise Verblindung u. ä.), werden nur selten erfüllt. Insgesamt gesehen steht sowohl der Nachweis der Wirksamkeit von NLP als Ganzes als auch der Nachweis einzelner NLP-Methoden aus, soweit diese nicht einfach aus anderen Verfahren übernommen wurden. Nach Christopher Sharpley lässt sich auch ein Zusammenhang zwischen der Qualität der Studien und der Wahrscheinlichkeit eines für NLP positiven Ergebnisses feststellen (je schlechter die Qualität, desto wahrscheinlicher ein NLP bestätigendes Ergebnis), das Gleiche gilt für Studien, die nicht in Fachzeitschriften erschienen sind.[5]

Zum Beispiel wurde die „Augenbewegungshypothese“ vielfach wissenschaftlich überprüft; die vom NLP postulierten Zusammenhänge konnten nicht nachgewiesen werden.
Die Behandlung von Legasthenie mit NLP wird als unwirksam angesehen. Für Rechenschwäche wird von der Anwendung von NLP ebenso abgeraten.
Die Bezeichnung NLP wird von Psychologen mehrfach als pseudowissenschaftlich oder als Bluff kritisiert. Roderique-Davies schreibt, das Wort ‚Neuro‘ in NLP sei betrügerisch, da NLP keine Erklärungen auf neuronaler Ebene anbiete und daher argumentiert werden könne, sein Gebrauch nähre irrigerweise die Vorstellung wissenschaftlicher Glaubwürdigkeit. Witkowski meint gleichermaßen, NLP biete auf neuronaler Ebene keine Erklärung und habe auch keine Ähnlichkeit zu Linguistik oder der Programmierung. Ähnlich argumentiert der experimentelle Psychologe Michael Corballis: Der Titel NLP sei ein Schwindel und solle den Eindruck wissenschaftlicher Seriosität wecken. Die ‚linguistische‘ Komponente des Namens ist irreführend.
Der Psychologie-Professor Helmut Lukesch befürchtet, dass Methoden des NLP trotz ihres esoterischen Charakters und einer fehlenden wissenschaftlichen Fundierung bereits zu einem erheblichen Maße Einzug in deutsche Schulen gehalten haben und dort völlig unkritisch praktiziert werden. Das Bayerische Kultusministerium greift Lukeschs Befürchtungen auf und distanziert sich von NLP.

### Wissenschaftliche Kritik
Umfragen in der akademischen Gemeinschaft haben gezeigt, dass NLP unter Wissenschaftlern weithin diskreditiert ist.
Ein Panel aus 101 Wissenschaftlern und Experten auf dem Gebiet bewertete NLP im Jahr 2006 als nicht-evidenzbasiert und diskreditiert. Im Jahr 2010 belegte NLP Platz sieben in einer Liste der zehn am meisten diskreditierten Drogen- und Alkoholinterventionen.
Einer der Gründe dafür, warum NLP als Pseudowissenschaft betrachtet wird, ist, dass die Beweise auf Anekdoten und persönliche Zeugnisse beschränkt sind. Es basiert nicht auf wissenschaftlichem Verständnis der Neurowissenschaften oder Linguistik. Der Name „neurolinguistisches Programmieren“ wird also verwendet, um Leser zu beeindrucken und Ideen zu verschleiern, denn NLP bezieht sich nicht auf neuronale Strukturen und hat auch nichts gemeinsam mit Linguistik oder Programmierung. Tatsächlich wurde NLP in der Bildung als Schlüsselbeispiel für Pseudowissenschaft verwendet.